# Xã Pittsfield, Quận Pike, Illinois
Xã Pittsfield (tiếng Anh: Pittsfield Township) là một xã thuộc quận Pike, tiểu bang Illinois, Hoa Kỳ. Năm 2010, dân số của xã này là 4.477 người.